# Netto (Duitse supermarkt)
Netto Marken-Discount AG & Co. KG is een Duitse warenhuisketen, opgericht in 1928 en voor 85% behorend tot de Edeka-groep. De Duitse keten Netto is niet gerelateerd aan de gelijknamige keten Netto uit Denemarken. De hoofdzetel bevindt zich in Maxhütte-Haidhof. Netto is enkel in Duitsland actief. Zoals de naam suggereert, is Netto een discount voor merkproducten, die ook een aanbod aan huisproducten onder de merknaam Netto bezit.
Netto bezit ongeveer 4000 filialen en wordt in de loop van 2011 met nog eens 600 nieuwe filialen uitgebreid. In totaal stelt de keten ruim 64.000 mensen tewerk.

## Geschiedenis
De stichter van Netto was Michael Schels in 1928, die de eerste Netto in Regensburg oprichtte als groothandel voor voedingswaren. Het eerste filiaal werd in 1971 te Beilngries geopend onder de naam SuDi (SuperDiscount). Het bedrijf SuDi breidde zich met nog meer filialen uit tot 1984, toen het eerste Netto-concept werd gerealiseerd. De 50 bestaande SuDi-filialen werden in de loop van de jaren 80 tot Netto’s omgevormd, en vanaf 1990 breidde Netto zich uit naar de voormalige DDR.
In Ponholz nabij Regensburg werd in 1991 en 1992 een eerste logistiek centrum geopend. De Netto-groep nam 126 PRIMA-supermarkten over; in de daaropvolgende jaren kende de groep een aanzienlijke groei. Ofschoon Netto oorspronkelijk een Beiers bedrijf was, heeft het zijn merknaam met 18 centrales over de gehele Bondsrepubliek uitgebreid.
In november 2004 werd Netto integraal overgenomen door Les Mousquetaires-ITM Entreprises S.A., hoofdaandeelhouder van Spar, doch reeds in april 2005 aan de Edeka-groep doorverkocht. In de loop van 2006 en 2007 heeft Netto geleidelijk de keten Kondi overgenomen. Edeka en de Tengelmann-groep maakten op 16 november 2007 bekend dat Edeka en de Plus-keten samengevoegd zouden worden, waarbij alle Plus-supermarkten geleidelijk aan tot Netto’s zouden worden omgevormd. Het Bundeskartellamt stelde als voorwaarde dat Edeka 379 Plus-filialen aan de concurrentie zou overdoen. De Tengelmann-groep hield hierbij 15% van de aandelen. Alle 2300 Plus-supermarkten zijn sedert medio 2010 tot Netto-supermarkten getransformeerd.
In september 2010 bekritiseerde de ver.di-vakbond Netto wegens de kennelijk te hoge werkdruk die het bedrijf aan zijn werknemers oplegde, en de onaangename werksfeer. De onderneming bestreed de aantijgingen.